# Santa Cruz de Bucaral (paroisse civile)
Pour les articles homonymes, voir Santa Cruz de Bucaral.
Santa Cruz de Bucaral est l'une des trois paroisses civiles de la municipalité d'Unión dans l'État de Falcón au Venezuela. Sa capitale est Santa Cruz de Bucaral.

## Géographie

### Démographie
Hormis sa capitale Santa Cruz de Bucaral, également chef-lieu de la municipalité, la paroisse civile comporte plusieurs localités dont :
- Agua Dulce
- Areguito
- Carpa
- Cerro Verde
- Clavelito
- El Chicle
- El Pajón
- El Pirital
- Guarataro
- Jabillal
- La Danta
- La Sabana
- Los Chucos
- Los Valles
- Santa Cruz de Bucaral
- Santa Elena